# Timoléon de Martin de Viviés
Timoléon de Martin de Viviés (1829-1910) est un notable du département du Tarn au XIXe siècle. 

## Biographie
Il est né au château de Viviers en 1829 et mort en 1910. Il est le fils de Joseph de Martin de Viviés et d'Alodie de Corneillan. Il épouse en 1860 Jeanne de Pins fille de Paul de Pins et de Mathilde de Riquet de Caraman, petite-fille de Maurice Gabriel de Riquet de Caraman. Sans postérité.
Industriel, il est le fondateur de plusieurs associations chrétiennes. Il appartient à la famille de Martin de Viviés établie dans ce département depuis le XIIIe siècle.

## Actions
- Membre-fondateur de la société des courses de Carcassonne vers 1866
- Membre titulaire de la société internationale des études pratiques d'économie sociale (1889)[réf. nécessaire]
- Président de la société de secours mutuel de Saint-Roch de Castres
- Président de la société de secours mutuel de Saint-François-Xavier de Castres
- Président de la société centrale des chasseurs de l'arrondissement de Castres (1907)
- Président du comité électoral légitimiste de Castres[réf. nécessaire]
- Fondateur de l'entreprise "l'Arnette" à Mazamet
- Cofondateur du cercle d’ouvriers catholiques de Castres
- Cofondateur de la société Saint-Vincent de Paul de Castres
- Membre du comité de la société des courses du Tarn[réf. nécessaire]
- Membre du syndicat des agriculteurs de France
- Membre de la société française d'archéologie[réf. nécessaire]
- Membre du comité monarchiste du Tarn[réf. nécessaire]

## Mandats électifs
- Maire de Viviers-lès-Montagnes (1878-1881) et (1884-1910)

## Distinctions
- Chevalier de l'ordre de Saint-Grégoire-le-Grand[réf. nécessaire]

## Sources
- Montjouvent (Philipe de), les Riquet de Caraman, édition Christian, 2002
- Chancerel (Hervé) et Viviés (Bertrand de), Histoire et généalogie de la famille Martin de Viviés, Anne Marie Denis Editeur, Sorèze, 2010.
- Collectif, Les Tarnais, Fédération des Sociétés Intellectuelles du Tarn, 1996.